# Episodi di Bridgerton (terza stagione)
La terza stagione della serie televisiva Bridgerton, composta da otto episodi, è stata divisa in due parti, la prima distribuita da Netflix il 16 maggio 2024, e la seconda il 13 giugno 2024. 
| n. | Titolo originale            | Titolo italiano          | Pubblicazione USA | Pubblicazione Italia |
| -- | --------------------------- | ------------------------ | ----------------- | -------------------- |
| 1  | Out of the Shadows          | Fuori dall'ombra         | 16 maggio 2024    | 16 maggio 2024       |
| 2  | How Bright the Moon         | Ma quanto brilla la Luna | 16 maggio 2024    | 16 maggio 2024       |
| 3  | Forces of Nature            | Forze della natura       | 16 maggio 2024    | 16 maggio 2024       |
| 4  | Old Friends                 | Vecchi amici             | 16 maggio 2024    | 16 maggio 2024       |
| 5  | Tick Tock                   | Tic toc                  | 13 giugno 2024    | 13 giugno 2024       |
| 6  | Romancing Mister Bridgerton | Un uomo da conquistare   | 13 giugno 2024    | 13 giugno 2024       |
| 7  | Joining of Hands            | Mano nella mano          | 13 giugno 2024    | 13 giugno 2024       |
| 8  | Into the Light              | Alla luce del sole       | 13 giugno 2024    | 13 giugno 2024       |

## Fuori dall'ombra
- Titolo originale: Out of the Shadows

Trama
Una nuova stagione è alle porte. Per la famiglia Bridgerton debutta Francesca, appassionata di pianoforte e desiderosa di sposarsi, mentre Eloise è ancora in cerca di marito. Violet Bridgerton, seppur non voglia forzare i figli, desidera un matrimonio non solo per Francesca, ma anche per Eloise ed il secondogenito Benedict. Colin rientra dal suo lungo tour in Europa, è sempre più affascinante ed è lo scapolo più ambito della stagione. Nel frattempo anche la famiglia Featherington rientra a Londra, riuscita a ristabilirsi economicamente e con le due figlie maggiori sposate nella stagione precedente, Penelope è decisa a sposarsi a sua volta pur di scappare dalla dimora famigliare e dallo schernimento che le sorelle le riservano. Eloise ha messo fine all'amicizia con Penelope, nonostante non abbia rivelato al mondo l'identità di Lady Whistledown, e ha legato con Cressida Cowper, debuttante ormai al suo terzo anno in società. Durante il debutto però la Regina è di pessimo umore e non sceglie alcun diamante, ancora turbata dagli avvenimenti della stagione precedente e dalla mancata realizzazione di una buona proposta per la sua prediletta Edwina Sharma: questa riluttanza della Regina lascia sgomento e turbamenti nell'alta società. Nel frattempo Portia Featherington, madre di Penelope, cerca di spingere le sue figlie maggiori a darle un erede di modo che possano ereditare in modo effettivo i beni del cugino Jack. Il figlio di Will Mondrich, ex puglile e proprietario del club frequentato dai gentleman dell'alta società, eredita il titolo nobiliare di uno zio venuto a mancare così la famiglia assume un rango nobiliare ed entra a far parte dell'alta società. Antony Bridgerton e Kate decidono intanto di continuare a viaggiare e lasciare la gestione delle proprietà ancora in mano alla madre e al fratello. Nonostante il cambio di look di Penelope e i suoi tentativi per brillare agli occhi della società, la ragazza viene schernita durante un ballo e Colin non prende le sue difese: amareggiata, Penelope torna a casa e affida la sua rabbia alla penna di Lady Whistledown scrivendo una lunga critica al giovane Colin e al suo cambio di personalità dopo il viaggio in Europa. Colin, dispiaciuto per quanto successo, va da Penelope per scusarsi e consolarla e si propone di aiutarla a ritrovare fascino e autostima per conquistare finalmente un pretendente: lei, rassegnata al suo ruolo di amica, accetta. Eloise mostra l'articolo a Colin e lui giura che semmai scoprirà chi è la Whistledown si impegnerà a rovinarle la vita.

## Ma quanto brilla la Luna
- Titolo originale: How Bright the Moon

### Trama
Mentre la Regina è ancora ferma nella decisione di non scegliere un diamante, Lady Danbury fa sapere alle madri delle debuttanti che la Regina è ancora alla ricerca di una favorita e cerca una ragazza che risplenda tra le altre. Le madri così iniziano a darsi da fare nella speranza che le figlie vengano notate e benedette dalla reggente. La famiglia Kent, invece, debutta al suo primo ballo e non si sente a proprio agio nel suo nuovo status di nobiltà tanto che Will Mondrich vuole continuare a gestire il suo club e la sua lady si rifiuta di acquistare vestiti nuovi, e si scontra con i pettegolezzi e gli animi contrariati dell'alta società, mal disposta nell'accoglierli. Colin e Penelope iniziano le loro lezioni di corteggiamento e si riavvicinano mentre Eloise è ancora decisa a stare alla larga dalla vecchia amica. Gli incontri tra Penelope e Colin continuano di nascosto ed in uno di questi, in casa Bridgerton - in cui Penelope non mette più piede dal litigio con Eloise - Penelope legge di nascosto il diario di Colin e per non farsi scoprire si muove maldestramente e fa cadere una lampada. Lui rimane ferito ma anche piacevolmente a suo agio al contatto con la mano di lei, che si è offerta di medicarlo. Mentre si dirige al ballo insieme a Eloise, Colin si fa scappare dell'aiuto che sta dando a Penelope ma essendo sconveniente chiede alla sorella di mantenere il segreto.
Al ballo, gli insegnamenti di Colin sembrano aver dato i loro frutti, tanto che Penelope riesce ad attirare l'attenzione di alcuni gentiluomini. Eloise si lascia però scappare la confidenza a Cressida venendo sentita anche da un'altra ragazza, che diffonde la voce facendo intendere all’intera alta società cosa sta succedendo, al che Penelope inizia ad essere derisa davanti a tutti. Penelope, accortasi che chiunque nella sala sta sparlando di lei, decide di lasciare il ballo e scappa in lacrime rincorsa da Colin che vorrebbe aiutarla: arrivata a casa, la ragazza scrive un nuovo pezzo di Lady Whistledown in cui parla male di se stessa. In risposta a questo episodio, Colin litiga con Eloise per non aver mantenuto la parola e perché non capisce cosa Penelope le abbia fatto affinché si creasse una tale frattura tra di loro. Nel frattempo, Francesca si apparta in un salone per suonare il pianoforte, Lady Danbury conduce lì la Regina la quale rimane estasiata dalla bravura della ragazza e la appunta come sua prediletta.
La sera successiva, Colin va a casa di Penelope per vedere come sta. Lei lo raggiunge in giardino in lacrime e lo implora di baciarla dicendo che, essendo destinata a rimanere zitella per sempre, vuole almeno sapere cosa si prova ad essere baciata. Colin inizialmente esita, ma poi la bacia, rimanendo piacevolmente sorpreso dalla sensazione provata. 

## Forze della natura
- Titolo originale: Forces of nature

### Trama
Con il favore della Regina, Francesca inizia ad attirare l'attenzione di diversi pretendenti, tutti ottimi partiti e alcuni a lei presentati dalla reggente in persona. Nel frattempo Lady Danbury è alle prese con un ospite indesiderato: suo fratello, arrivato da poco a Londra per la stagione con cui la lady sembrerebbe non avere un buon rapporto. Penelope si ritira dagli eventi della società, Eloise si reca da lei per farle sapere che non era sua intenzione far emergere il pettegolezzo. Penelope quindi trova la forza per ripresentarsi in società. Penelope incontra Colin e gli chiede di interrompere le lezioni di corteggiamento, si scusa per il bacio promettendo che non accadrà più nulla di simile; ciò che non sa è che da quando è accaduto Colin è strano e continua a pensare a lei e a sognare l'episodio, interrogandosi sulle sue sensazioni e non riuscendo più a frequentare i bordelli o a parlare delle donne con gli amici. Penelope gli propone di mantenere le distanze per un po' e Colin acconsente. Nel frattempo a Londra è arrivato Lord Debling, un uomo strano che è vegetariano (cosa insolita per il periodo) ma molto ricco e intelligente.
Nonostante le sue stranezze il lord è molto ricercato, tra le sue pretendenti anche Cressida, e trova subito un certo feeling con Penelope, entrambe le ragazze fanno il loro meglio per conquistare il favore del lord. Durante una dimostrazione di volo, la fune di una mongolfiera si stacca e, in balia del vento, il pallone rischia di travolgere Penelope. Colin, con l'aiuto di altri giovani lord afferra la fune e riesce a trattenere la mongolfiera, Penelope però cade e Lord Debling la soccorre sotto gli occhi stupiti di tutti. 
Ad un nuovo ballo, il secondogenito Bridgerton, Benedict, incontra una misteriosa lady molto interessata alla scienza e ne rimane colpito. Poco dopo si scoprirà che la signora è Lady Tilley Arnold, una giovane vedova che, dopo aver passato il periodo di lutto, è recentemente rientrata in società con la sola voglia di divertirsi. Esattamente come Benedict, che cerca in tutti i modi di evitare le madri delle debuttanti che lo vorrebbero come candidato papabile per le loro figlie, anche lei è completamente disinteressata a un secondo matrimonio. Nel frattempo le sorelle di Penelope, sotto pressione della madre, bevono un intruglio che dovrebbe favorire la gravidanza ed una delle due sembra essere in dolce attesa. Francesca invece viene ufficialmente presentata dalla Regina a Lord Samadani, un aristocratico viennese accorso a Londra su indicazione della sovrana apposta per incontrarla. Al ballo, Penelope lega sempre di più con Lord Debling nonostante le crescenti attenzioni di Colin nei suoi confronti e la competizione con Cressida, decisa a conquistare l'uomo. Lady Bridgerton incontra il fratello di Lady Danbury, mentre Francesca, in un momento di solitudine nel giardino della reggia incontra un ragazzo silenzioso con cui instaura subito una sintonia.

## Vecchi amici
- Titolo originale: Old friends

### Trama
Mentre Penelope e Lord Debling iniziano un vero e proprio corteggiamento, Colin è sempre più cosciente che ciò che prova per Penelope non è più solo amicizia, ma qualcosa di molto più importante e, dopo aver chiesto indirettamente consiglio su come comportarsi alla madre (la cui storia con suo padre iniziò a sua volta da una semplice amicizia), è indeciso se dichiararsi o meno. Francesca intanto si lascia corteggiare da Lord Samadani, che però non è l'unico che si presenta alla sua porta: anche il ragazzo misterioso incontrato al ballo le porge una breve visita. Si tratta, infatti, di John Stirling, conte di Kilmartin.
Scopriamo il background di Cressida: una famiglia nobile ma dilaniata dai debiti e da un padre padrone che spera di maritare al più presto la figlia per risanare le sue finanze. Penelope intanto intrattiene lunghe conversazioni con Lord Debling, il quale si dichiara un assiduo viaggiatore desideroso di avere qualcuno ad attenderlo al rientro e quindi di un matrimonio più di comodo che d'amore, ma comunque all’insegna del rispetto e della cura reciproci. Il lord si dichiara intenzionato a chiedere la mano a Penelope, e ottiene il benestare della capofamiglia Featherington: la ragazza, seppur infelice all’idea di non sposarsi per amore come avrebbe sempre voluto, si dichiara pronta ad accettare la proposta perché è quanto di meglio le sia capitato.
Tutto sembra procedere per il meglio, fino a quando Colin, ormai decisosi a dichiarare i suoi nuovi sentimenti a Penelope, irrompe al ballo dove Lord Debling vuole fare la proposta alla ragazza: dalla situazione che ne consegue, l’uomo capisce che Penelope è segretamente innamorata di Colin e ritira la sua proposta di matrimonio. 
Penelope corre via sconvolta, ma Colin la segue, salendo sulla sua carrozza, e si decide a dichiararle i suoi sentimenti: la ragazza, incredula, vede finalmente il sogno di una vita realizzarsi e dice a Colin che lo ricambia. I due si baciano appassionatamente. Arrivati a casa Bridgerton, Colin sorprende Penelope facendole la proposta di matrimonio. 

## Tic Toc
- Titolo originale: Tick Tock

### Trama
L'episodio si apre con Colin e Penelope che, scesi dalla carrozza in piena notte, entrano in casa Bridgerton e annunciano il loro fidanzamento. La notizia viene presa molto bene dai fratelli, tranne da Eloise che scappa dal salone turbata. Il giorno dopo anche la famiglia Featherington viene a sapere della richiesta di matrimonio dalle cronache di Lady Whistledown, le cronache però riportano un altro pettegolezzo altrettanto interessante: Francesca Bridgerton ha rifiutato il pretendente a lei offerto dalla regina. Quest'ultima, indispettita, si aspetta un attacco dall'autrice misteriosa o per lo meno un commento per schernirla, ma non vedendolo arrivare si convince che la scrittrice ha abbassato la guardia ed è quindi il momento perfetto per colpire e stanarla. La regina offre una ricompensa in denaro a chiunque riesca a fornire una prova inconfutabile riguardo l'identità di Lady Whistledown e nella nobiltà si accende un fermento che finisce per diventare una vera e propria caccia alle streghe. 
Nel frattempo anche Anthony Bridgerton fa rientro a casa insieme alla moglie Kate che intanto è rimasta incinta: indecisi su quando comunicare la notizia alla famiglia, i due decidono di aspettare non appena apprendono dell'imminente matrimonio di Colin. Eloise, convinta che Penelope le sia stata amica solo per arrivare al fratello si sfoga con Cressida, la quale però è preoccupata perché suo padre si sta accordando per una proposta di matrimonio e vorrebbe farle sposare un nobile anziano e bigotto: Lord Griar. 
Lady Featherington non è contenta del fidanzamento di Penelope, convinta che la figlia abbia accalappiato Colin in qualche modo e che lui non la ami; ma mentre parlano arriva Colin che smentisce caldamente Lady Featherington e poi porta Penelope a vedere l'appartamento di famiglia che diventerà la loro casa coniugale dopo il matrimonio. Qui Colin dice per la prima volta chiaramente ad una ancora insicura Penelope che la ama, dopodiché i due fanno l'amore. Intanto, lei vorrebbe rivelargli di essere Lady Whistledown, ma non ci riesce, preoccupata che lui non glielo perdonerebbe. Francesca nel frattempo frequenta John Stirling e i due si fanno vedere in pubblico sempre più affiatati. Il procuratore intanto sta continuando a indagare sui Featherington, e la madre di Penelope è sempre più preoccupata, cerca di ignorarlo e di sfuggirgli non facendosi trovare a casa. 
Durante il primo incontro con il suo pretendente Cressida capisce che è molto peggio di come si aspettava: il lord vuole che la ragazza rinunci ad abiti e balli e che viva di austerità. A casa Featherington cambiano gli equilibri: la capofamiglia si scusa con Penelope e intima le sorelle di trattarla dignitosamente. Colin prova a parlare con Eloise, ma lei non cambia umore rispetto al fidanzamento con Penelope. Al ballo di fidanzamento di Colin e Penelope si parla solo della ricompensa della regina per chi smaschererà Lady Whistledown. Eloise dà un ultimatum a Penelope: se entro la mezzanotte non confesserà a Colin di essere la scrittrice misteriosa, lo dirà lei stessa al fratello. Nel frattempo però, mentre Penelope è sempre più agitata, Cressida sta cercando una via di fuga dal matrimonio a cui il padre la vuole obbligare e si convince che se lei fosse una donna indipendente con le sue entrate l'alta società la lascerebbe in pace anche senza avere per forza un marito. Poco prima della mezzanotte, quindi, Cressida indice un brindisi e si dichiara Lady Whistledown davanti agli occhi sconcertati dei presenti.